# Maxwell Valentine Noronha
Maxwell Valentine Noronha (* 14. Februar 1926 in Kayamkulam; † 28. Januar 2018 in Kozhikode) war ein indischer Geistlicher und römisch-katholischer Bischof von Calicut.

## Leben
Maxwell Valentine Noronha empfing am 5. Oktober 1952 die Priesterweihe.
Papst Johannes Paul II. ernannte ihn am 7. Juni 1980 zum Bischof von Calicut. Der emeritierte Bischof von Calicut, Aldo Maria Patroni SJ, spendete ihm am 7. September desselben Jahres die Bischofsweihe. Mitkonsekratoren waren Joseph Kelanthara, Erzbischof von Verapoly, und Joseph Gabriel Fernandez, Bischof von Quilon.
Am 19. April 2002 nahm Johannes Paul II. sein altersbedingtes Rücktrittsgesuch an.